# 楊聯源
楊聯源（1954年6月—2002年9月22日），中国劇作家，出生于福建漳州，原漳州市薌劇團團長、廣東潮劇院副院長，中國共產黨党员。
楊聯源在福建藝術學校學習編劇專業，1988年起任漳州市薌劇團團長職務，1997年起任廣東潮劇院副院長職務，2002年因病在汕頭辭世。
他與方朝暉合作的薌劇（歌仔戲）現代戲《戲魂》劇本1992年得到中華人民共和國文化部第2屆文華獎的文華劇作獎，是史上第1部得到文華劇作獎的歌仔戲，同時是20世紀惟1的1部（21世紀有曾學文編寫的現代戲《邵江海》。
潮劇作品有《羅衫奇案》等。